# Nevers
Nevers es una ciudad francesa de la región de Borgoña-Franco Condado, capital del departamento de Nièvre. Cuenta con una población de 38 007 habitantes.
Situada en la confluencia de los ríos Nièvre (Nevara de donde el nombre de la ciudad) y Loira, fue la capital del Nivernais. Destacan sus industrias metalúrgicas, químicas, de maquinaria, textil, del caucho y de la porcelana, esta de gran fama internacional. El circuito de Nevers Magny-Cours es uno de los principales circuitos de carreras del país. En la ciudad se trabaja la cerámica.

## Historia
Nevers entra por primera vez en la historia escrita como Noviodunum, una ciudad en poder de los heduos en contacto con los romanos. Las cantidades de medallas y otras antigüedades romanas encontradas en el sitio indican la importancia del lugar.
En 52 a. C., Julio César hizo Noviodunum, que describe como en una posición conveniente a orillas del Loira, un depósito (BG vii.55). Allí tenía sus rehenes, el maíz, su cofre militar, con el dinero que le permitía salir de casa para la guerra, el bagaje propio y de su ejército y una gran cantidad de caballos que le habían comprado en Hispania e Italia.
Tras su fracaso ante Gergovia, los heduos de Noviodunum masacraron a los que estaban allí para cuidar las tiendas, a los negociadores y a los viajeros que estaban en el lugar. Se repartieron el dinero y los caballos, se llevaron en barcas todo el maíz que pudieron y quemaron el resto o lo arrojaron al río. Pensando que no podrían mantener la ciudad, la quemaron. Esta fue una gran pérdida para César; y puede parecer que fue imprudente al dejar tan grandes provisiones en el poder de aliados traidores. Pero estuvo en apuros durante este año, y probablemente no podría haber hecho otra cosa que la que hizo. Dio Cassius (xl. 38) cuenta la historia de César fuera del asunto de Noviodunum. Afirma incorrectamente lo que hizo César en la ocasión, y demuestra que ni entendió el original ni sabía de qué estaba escribiendo.
El personaje femenino de Hiroshima mon amour, dice ser oriunda de Nevers. Forma parte del Camino de Santiago (Via Lemovicensis).
Parte de la película Cuento de invierno (1992) de Éric Rohmer está grabada allí.

## Demografía
| 11 846 | 11 200 | 12 077 | 12 280 | 15 007 | 16 967 | 16 721 | 17 045 | 18 182 | 18 971 | 20 700 | 22 276 | 22 704 | 23 846 | 25 006 | 26 436 | 27 108 | 27 673 | 27 030 | 27 706 | 29 754 | 29 306 | 31 879 | 33 699 | 34 036 | 35 183 | 39 085 | 42 422 | 45 480 | 43 013 | 41 968 | 40 932 | 38 007 |
| Para los censos de 1962 a 1999 la población legal corresponde a la población sin duplicidades (Fuente: INSEE [Consultar]) |        |        |        |        |        |        |        |        |        |        |        |        |        |        |        |        |        |        |        |        |        |        |        |        |        |        |        |        |        |        |        |        |

## Monumentos
- Iglesia de Saint-Étienne, siglo XI.
- Catedral de Nevers, siglos XI-XV.
- Palacio ducal de Nevers, siglos XV-XVI.

## Educación
- Institut supérieur de l'automobile et des transports

## Ciudades hermanadas
- Marbella (España)
- Mantua (Italia)
- Coblenza (Alemania)
- Lund (Suecia)
- Siedlce (Polonia)
- Minsk (Bielorrusia)
- La Mahometa (Túnez)